# Silnice II/249

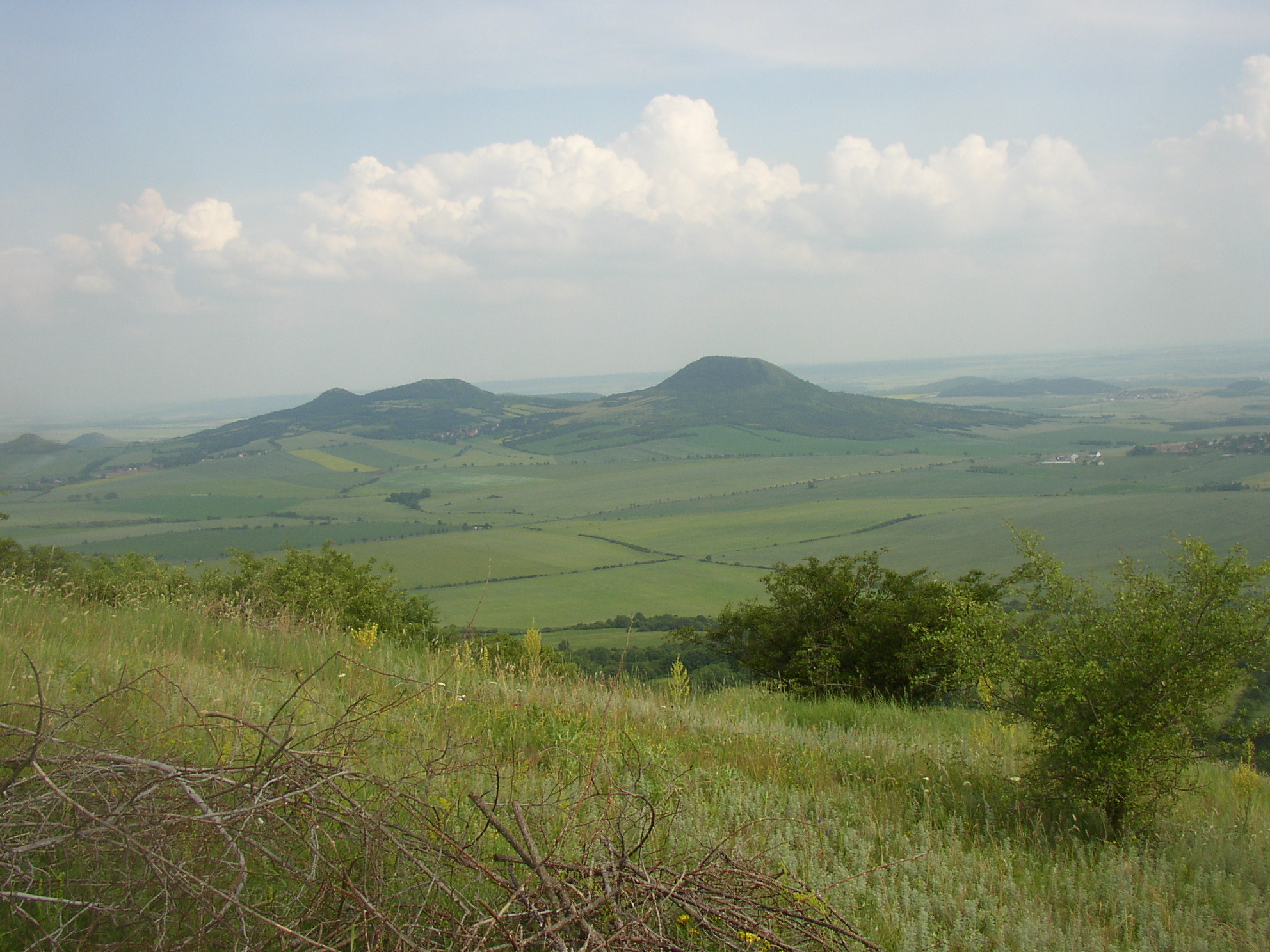
Oblík, Srdov a Brník – kopce, které lze spatřit ze silnice II/249

Silnice II/249 je komunikací II. třídy v Ústeckém kraji. Její počátek je zhruba dva km severně od obce Raná, kde je odbočka ze silnice I/28 směrem na severovýchod. Trasa je přímá až do obce Libčeves. Zde se mírně stáčí na východ, na konci obce pak na jihovýchod a směřuje téměř přímo až do obce Koštice. Tady hned na okraji obce končí napojením na silnici II/246.
Na celé trase jsou jen tři obce. Čerpací stanice se nachází v Libčevsi, ve vzdálenosti cca 200 metrů od trasy u silnice III/2499. Silnice prochází v téměř celé své délce v Chráněné krajinné oblasti České středohoří. Celková délka silnice je zhruba 14 km.

## Popis trasy
| Vzdál. v km | Místo        | Popis                                                                                          | Nadm. výška |
| ----------- | ------------ | ---------------------------------------------------------------------------------------------- | ----------- |
| 0,00        | Silnice I/28 | II/249 zde začíná výjezdem ze silnice I/28 směrem na V                                         | 270         |
| 1,4         |              | vpravo odbočka na III/2498 do obce Charvátce a vlevo odbočka na III/2497 do obce Sinutec       | 286         |
| 1,8         |              | vlevo odbočka na III/2496 do obce Jablonec a Hořenec                                           | 295         |
| 2,6         |              | nechráněný železniční přejezd přes železniční trať Čížkovice–Obrnice                           | 300         |
| 3,6         |              | vpravo odbočka na III/2495 do obce Mnichovský Týnec a obce Chraberce                           | 299         |
| 4,2         | Libčeves     | vlevo odbočka na III/2499 pro napojení na I/15 a vpravo místní komunikace k železniční stanici | 300         |
| 6,0         |              | nechráněný železniční přejezd přes Trať 113                                                    | 299         |
| 6,6         | Židovice     | vlevo odbočka na III/2494 do obcí Židovice a Želkovice                                         | 277         |
| 7,5         | Hnojnice     | průjezd obcí                                                                                   | 255         |
| 9,5         |              | vlevo odbočka na III/2492 do obce Děčany a Solany a vpravo odbočka na III/2941 do obce Třtěno  | 231         |
| 14,0        | Koštice      | II/249 zde končí hned na okraji obce napojením na silnici II/246.                              | 180         |

V tabulce uvedené vzdálenosti a nadmořské výšky jsou přibližné.